# 어정동
어정동(御井洞)은 용인시 기흥구의 북쪽에 위치한 행정동이었다. 용인시 구성읍 상하리, 동백리와 중리가 2005년 10월 31일 기흥구 신설로 구성읍 산하의 다른 리들과 함께 동으로 전환되면서 신설되었으며, 어정동은 동백동, 중동, 상하동을 관할하였다. 2007년 7월 1일 어정동을 동백동과 상하동으로 분동하여 폐지하였다.
과거에는 역참 지역의 하나로 중요한 교통 거점 지역이었다.

## 역사편

### 지명 유래
현재 어정은 '御井'으로 표기되나, 이는 1995년에 되찾은 표기이다. 조선 시대에는 왕이 지나가며 물을 마시던 곳이라는 의미로 어정(御井)이라고 했는데, 일제가 단순한 한자로 고치면서 60년 동안 어정(漁汀)으로 잘못 쓰였다.

### 연혁
- 고려시대: 용구현
- 조선시대: 용인현
- 1911년: 군청이 용인면으로 이전되면서 읍내면으로 개칭되었다.
- 1914년 3월 1일: 행정구역 개편으로 읍내와 수진·동변·서변의 3면을 통합하고, 이름도 읍내와 3면을 합한 이름이라 하여 읍삼면(구성)이라 하였다.
- 1931년: 용인의 옛 이름을 따라 구성면이라 개칭하였다.
- 1985년 10월 1일: 기흥면이 기흥읍으로 승격되었다.
- 1996년 3월 1일: 용인군이 용인시로 승격되었다.
- 2000년 9월 1일: 구성면이 구성읍으로 승격되었다.
- 2005년 10월 31일: 구 설치로 기흥읍과 구성읍이 통합되어 기흥구가 되었다. 이때 기존 구성읍에 있던 리가 구성·마북·어정·보정 등 4개 동으로 신설되었다.[1]
- 2007년 7월 1일: 동백동과 상하동으로 분동하여 폐지되었다.[2]

## 주변 환경
동쪽에는 백현(349m)·법화산(385m)·석성산(471m)과 서쪽에는 소실봉(186m)·청명산(190m) 등이 있으나 서쪽보다 동쪽이 대체로 높은 지형을 이루고 있다. 북쪽 지역의 산에서 발원한 여러 줄기의 물은 구성동과 마북동 근처에서 탄천과 합류하여 북쪽을 지나 한강으로 흘러들고 있다. 이외에도 남쪽은 신갈천과 청명산 등에서 흘러 내려온 물이 신갈저수지로 흘러들고 있다.

## 같이 보기
- 동백동
- 상하동
- 어정역
- 어정역 (폐역)